# Unie van Utrecht (1579)

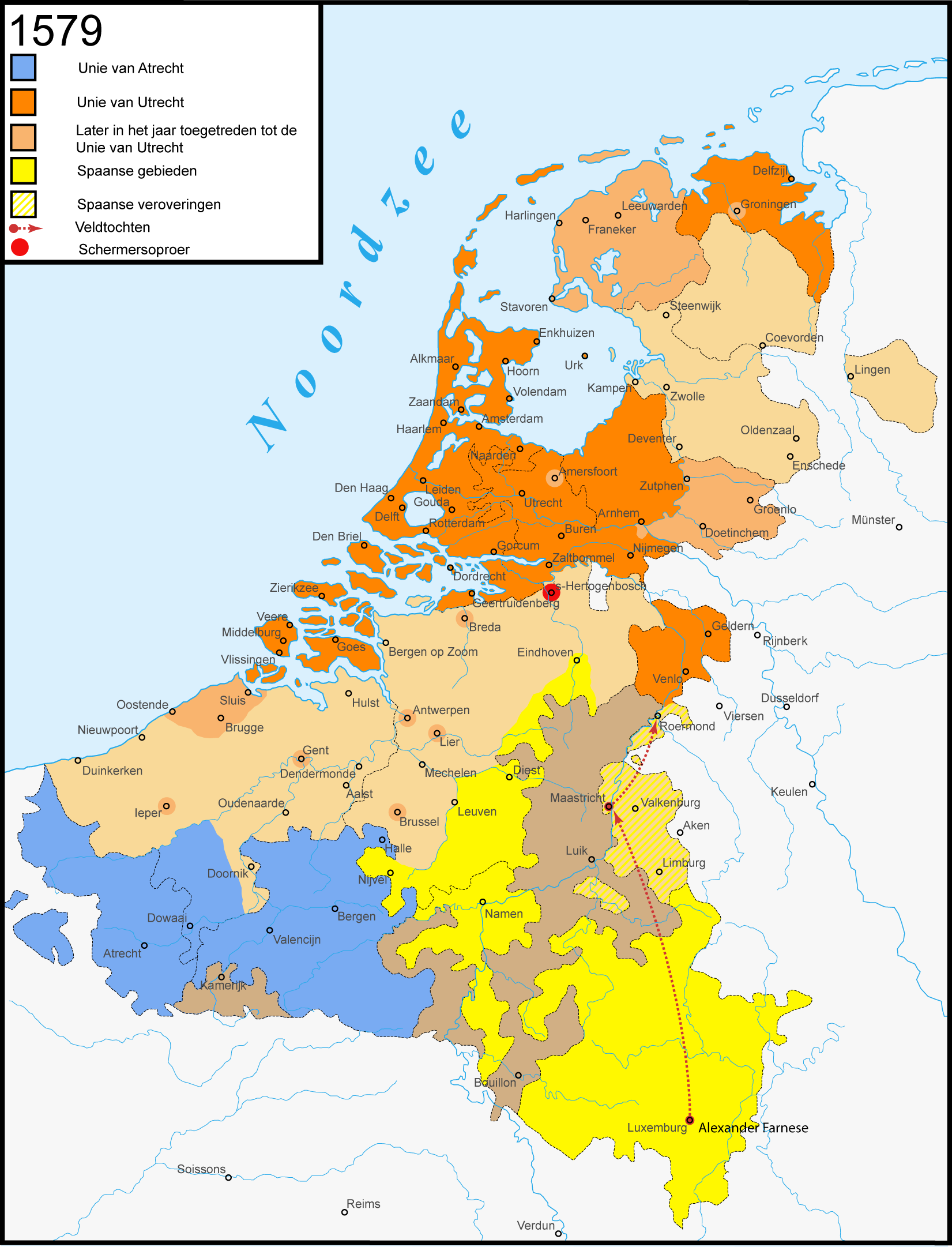
De Unies van Utrecht en Atrecht

De Unie van Utrecht was een bondgenootschap op basis van een op 23 januari 1579 gesloten overeenkomst tussen een aantal Nederlandse gewesten en steden, om tot een gezamenlijke inzet te komen tegen de Habsburgse landsheer Filips II, die ook koning van Spanje was. Door de krachten te bundelen hoopte men hem te kunnen dwingen tot het stopzetten van zijn strenge bestuursmaatregelen. Daarnaast werden enkele belangrijke staatkundige zaken geregeld op het gebied van onder meer defensie, belastingen en godsdienst, waardoor het betreffende traktaat ook wel gezien wordt als een eerste versie of voorloper van een latere grondwet. De Unie van Utrecht vormde een aanvulling op de zogeheten Generale Unie van 1576, opgericht bij de Pacificatie van Gent, daarom wordt ook wel gesproken van de Nadere Unie.
De oorspronkelijke gewesten die de overeenkomst sloten waren Gelre (met Zutphen), Holland, Zeeland, Utrecht en de Ommelanden. Later sloten ook Gent, Nijmegen, Arnhem, Friesland, Venlo, Amersfoort, Ieper, Antwerpen, Breda, Brugge en het Brugse Vrije, Lier en Drenthe zich aan. De Brabantse steden 's-Hertogenbosch en Leuven sloten zich niet aan bij de Unie van Utrecht omdat ze in handen van het leger van de landsheer waren. 's-Hertogenbosch had zich in eerste instantie bij beide unies aangesloten, maar door het Schermersoproer dat de katholieke burgers wonnen, werd de stad alleen nog onderdeel van de Unie van Atrecht.

## Voorgeschiedenis

### Eerdere verbonden
Aan de ondertekening van het verdrag voor de Unie van Utrecht in de aanvangsfase van de Tachtigjarige Oorlog (1568-1648) ging een hele reeks unies, edicten en verbonden vooraf. Bij de Unie van Dordrecht werd, op 4 juli 1575, Willem van Oranje aangesteld als stadhouder van Holland en besloten Holland en Zeeland tot samenwerking. Deze gebieden waren - op onder andere Amsterdam en Middelburg na - in de jaren 1572-1576 grotendeels vrij van regeringstroepen, en daar kregen leiders met het calvinistische geloof de overhand. De Spaanse Furie in Antwerpen op 4 november 1576, waarbij Spaanse troepen de stad plunderden en in as legden en duizenden burgers vermoordden, zorgde voor veel beroering in de Nederlanden. De Staten van Holland, de Staten van Zeeland en de andere gewesten, die overwegend katholiek waren, verzoenden zich op 8 november met de Pacificatie van Gent met elkaar in hun afkeer van de Spaanse aanwezigheid. Men verklaarde bij de Pacificatie te zullen samenwerken in het bieden van weerstand tegen interventies door koning Filips II maar hem wel gehoorzaam te blijven. Er was geen definitieve regeling getroffen voor het geloofsvraagstuk. Vooralsnog zou in Holland en Zeeland de calvinistische godsdienst leidend zijn, in de overige gewesten de katholieke, maar in alle gewesten zou gestreefd worden naar religievrede.
In Holland en Zeeland trokken de calvinisten zich echter weinig aan van de afspraken. En terugkerende calvinistische ballingen die ooit voor Alva waren gevlucht, veroorzaakten in de dan kerk- en koningsgetrouwe gewesten buiten Holland en Zeeland na 1576 soms ernstige godsdienstonlusten.
De afspraken van de Pacificatie van Gent werden bevestigd bij de eerste Unie van Brussel op 6 januari 1577, waarmee de gewesten de nieuwe landvoogd Don Juan van Oostenrijk wilden dwingen om de Pacificatie te erkennen; de Spaanse soldaten dienden het land te verlaten en zelf zouden de gewesten zorg dragen voor de handhaving van het katholicisme, zeer tegen de zin van de calvinisten. De landvoogd stemde uiteindelijk in door de ondertekening van het Eeuwig Edict op 12 februari, waarna zijn troepen zich begonnen terug te trekken, voor een belangrijk deel naar hertogdom Luxemburg dat steeds koningsgezind was gebleven. Dezelfde maand drong Willem van Oranje er bij Gelre reeds op aan om "een goede, vaste alliantie ende verbontnisse int particulier te maacken met die van Hollant en Zeelant, etlycke andere provinciën met sommighe van de voornaamste heeren ende edelluyden." De prins wilde niet zozeer de Pacificatie verbreken als wel een tweede verdedigingslinie opwerpen in een 'nadere unie'. Het concept van de Unie van Utrecht lag al in dit voorstel aan Gelre besloten. Het overwegend katholieke Gelre zag er echter weinig in; het wilde voor een mogelijke verzoening met de koning niet afhankelijk zijn van het onbuigzame, calvinistische Holland.

### Bezwaren van meerdere zijden
Al voor de katholieke Unie van Atrecht waren in het noorden van de Spaanse Nederlanden mensen bezig geweest met pogingen tot vorming van een eigen calvinistisch getinte unie, daar echter juist met het oog op definitieve losmaking van het koninklijk gezag. Er was in die geest intussen al de Hollands-Zeeuwse Unie gevormd. Deze wenste in het zuidoosten een buffer van gelijkgezinde gewesten die bij hen aansloten. Utrecht was al eens eerder tot de as Holland-Zeeland toegetreden.
Om invloed in het oosten te kunnen uitoefenen werd Jan van Nassau, een jongere broer van Willem van Oranje, door diens inmenging op 22 mei 1578 benoemd tot stadhouder van Gelre. Jan, die trouw de ideeën van zijn broer vertegenwoordigde (behalve dan voor de steun uit Frankrijk), zag mogelijkheid om Groninger Ommelanden en heerlijkheid Friesland tot zulk samenwerkingsverband te bewegen, aangezien het calvinisme daar alsmaar meer aanhang genoot. Ook op Drenthe en Overijssel rekende hij. In het noorden deed de stadhouder graaf Rennenberg veel om de invloed van de Staten te bevorderen. Hij had Kampen inmiddels veroverd, maar stuitte nog op weerstand van Deventer. Ook hertogdom Gelre beloofde moeilijkheden.
Het belang van de ‘goede correspondentie’ tussen deze gewesten was zowel op de landdagen in Gelre als bij de Staten van de andere gewesten al meermaals ter sprake gebracht. Half juni werden de eerste voorstellen bij de Gelderse landdag tegelijk in Utrecht en Overijssel aanhangig gemaakt. Daarbij rezen zeer gewichtige bezwaren van de kant van de katholieke hoge geestelijkheid. Die beriep zich op de Pacificatie en de Unie van Brussel, die beide de heerschappij van het katholicisme buiten Holland en Zeeland garandeerden, en wilde niet weten van een nieuwe Unie zoals de prins bedoelde. Een deel van de burgerij te Utrecht scheidde zich in de zomer van 1578 al af. En een ander deel verenigde zich onder pastoor Huibert Duifhuis tot de ‘gemeente van Sint Jacob’, die in de Utrechtse Sint Jacobskerk de dienst naar de protestantse ritus inrichtte, zonder zich onmiddellijk bij de calvinisten aan te sluiten. Ze namen in augustus een verlaten kloosterkerk in.
Ook in Gelre wilden de geestelijkheid, de machtige adel en de patriciërs van de religievrede niet weten. Het voorbeeld van Alteratie van Amsterdam, waar drie maanden na de inlijving de katholieke regering voor een calvinistische had moeten wijken, was voor hen illustrerend. Ze waren ongerust over de manier waarop Jan van Nassau te werk ging. Hij bevorderde de calvinistische prediking en had in november toegestaan dat calvinisten in Tiel een kerk in bezit namen en op de wijze van een beeldenstorm 'zuiverden', en in Nijmegen zelfs monniken verjoegen om ook daar een kerk in te palmen, zoals in veel dorpen in de Betuwe gebeurde. Gelre beklaagde er zich verder over, dat Holland de Oud-Gelderse steden Bommel en Buren, die met dat gewest tegen Spanje hadden gestreden, scheen te willen inlijven, en de adel was beducht voor verlies aan invloed. De graaf van Nassau antwoordde ontwijkend op de vertogen van de Gelderse Staten.

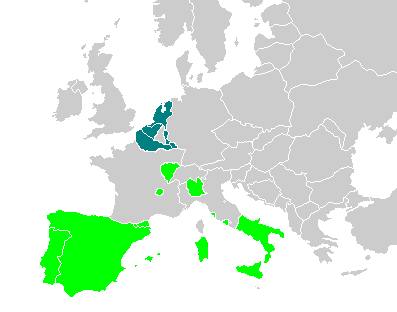
Het Spaans erfgebied.

Naast de katholieke weerstand was er ook die van de andere provinciën, die in een te nauwe alliantie met Holland en Zeeland een bedreiging voor hun gewestelijke autonomie zagen. Zij vreesden dat met de aanstaande en onvermijdelijke oorlog met de koning de last daarvan op hen als 'voormuur' van de opstandige gewesten zou terechtkomen.

### Toenemende noodzaak
De Spaanse landvoogd, Don Juan, werd in Brussel niet gedoogd; op 11 juli vertrok hij naar Mechelen. Ook daar bereikten hem (niet uit de lucht gegrepen) berichten over geplande aanslagen op zijn persoon, van plannen om hem aan de prins van Oranje over te leveren en van geheime samenwerking tussen deze laatste en de Staten-Generaal, en hij week uit naar Namen. Hij zou zich niet lang meer houden aan de afspraken van het Eeuwig Edict. Op 24 juni 1577 verenigde hij zich met de Duitse troepen, nam de Citadel van Namen in bij verrassing en riep de Spaanse soldaten met een opmars uit Luxemburg terug. De Unie van Brussel bleek te zwak om gezamenlijk deze macht te keren; een inderhaast gevormd staats leger werd in de Slag bij Gembloers op 31 januari 1578 vernietigend verslagen. Voor de opstandige gewesten werd de situatie steeds dreigender en delen van Namen, Henegouwen en Brabant waren reeds terug in Spaanse handen gevallen.
Jan van Nassau zette zich in om zijn broers idee van een Nadere Unie te verwezenlijken; voor hem gold daarbij ook dat hij de protestantse adel in het Duitse Rijk, die uitgesloten was van ambten in geestelijke vorstendommen, hielp om aansluiting en steun te zoeken bij een verbond van calvinistische gewesten in de Nederlanden. In dit streven kon hij zijn in meerderheid katholieke onderdanen echter niet meekrijgen. Om de zaak te forceren had Jan van Nassau, buiten het Hof van Gelre dat daartoe bevoegd was om, op 3 september 1578 een landdag in Arnhem uitgeschreven, waarvoor hij ook Holland, Zeeland, Utrecht, Friesland, en Overijssel uitnodigde, die allemaal, weliswaar met enig voorbehoud, voorstanders waren van een unie.

### Landdag te Arnhem
Begin september maakte graaf Johan de zaak opnieuw bij Gelre aanhangig in de door hem samengeroepen buitengewone vergadering der Staten van Gelre, waar ook een vijftal afgevaardigden van Holland, o.a. de pensionaris van Rotterdam, Johan van Oldenbarnevelt, verschenen. George van Lalaing, de graaf van Rennenberg, stadhouder van Friesland, Groningen en de Ommelanden, Drenthe en Overijssel, had geen enkele volmacht voor unieberaad bij zich en wilde enkel militaire hulp krijgen. Dit gold ook voor Staten van Gelre en Zutphen, dat niet in staat was zelf een goed leger op te been te brengen, een gevoelige zaak. Niettemin waren de gevolmachtigden van de Gelderse steden Venlo, Zutphen en Arnhem het eens; ten huize van de Arnhemse burgemeester Gerrit de Greve bepaalde dit gezelschap op 3 september zijn standpunt: "geene vernieuwering op 't punt van religie." Duidelijk verzette men zich tegen Jan van Nassau op zijn weg naar hervormde uitgeslotenheid. Op 5 september kwam deze met zijn troepen aan in de stad, en zei dat men geduld moest hebben.
Twee dagen later op 7 september 1578 pleegde Jan van Nassau 's ochtends een staatsgreep in zijn gewest door de leden van het Hof van Gelre, dat een 'broeinest van heimelijk Spaansgezinden' zou zijn, te vervangen door Gelderse ingezetenen die zijn vertrouwen genoten; de kanselarij en het huis van de griffier bleken gesloten en verzegeld te zijn. Hij liet in november toe dat calvinisten in Tiel een kerk in bezit namen en op de wijze van een beeldenstorm 'zuiverden', en in Nijmegen zelfs monniken verjoegen om ook daar een kerk in te palmen, zoals dat in veel dorpen in de Betuwe gebeurde. De graaf, die overal de calvinistische prediking bevorderde, antwoordde ontwijkend op de vertogen van de Gelderse Staten. Er woedde ook een kleine beeldenstorm in het Minderbroederklooster, waarover Jan van Nassau loog: "id dede hem hertelyc leet, had ook daarvan niet geweten."
Deze wijziging van verhoudingen en aandringen van de Hollandse afgevaardigden was echter niet voldoende om de Landdag te overtuigen; een meerderheid bleef tegen een krijgsverbond. Hoewel de graaf Arnhem door zijn troepen had laten bezetten om de Staten te intimideren, vond zijn plan weinig steun en bleven de beraadslagingen ook ditmaal ‘onvruchtbaerlyc’. Heftige scheldpartijen en twisten tussen de katholieken en de calvinistisch geworden graaf van Culemborg hadden er plaats, die zich net als graaf Jan van Nassau zelf hevige hatelijkheden aan hun adres veroorloofde. Deze laatste verliet dreigend de raadzaal en reisde naar Duitsland om aan de protestantse edelen verslag te doen.
In de tijd die volgde werden weerbarstige magistraten vervangen. Ook in de andere provinciën en in Holland zelf bleef men uitgebreid discussiëren, zonder komaf te maken. De gewesten Holland en Zeeland beslisten uiteindelijk het beraad in hun voordeel door Gelre tegen wil en dank op te nemen in het verbond, omdat het voor Holland en Zeeland van te groot strategisch belang was om Gelre afzijdig te laten blijven.

### Stroomversnelling

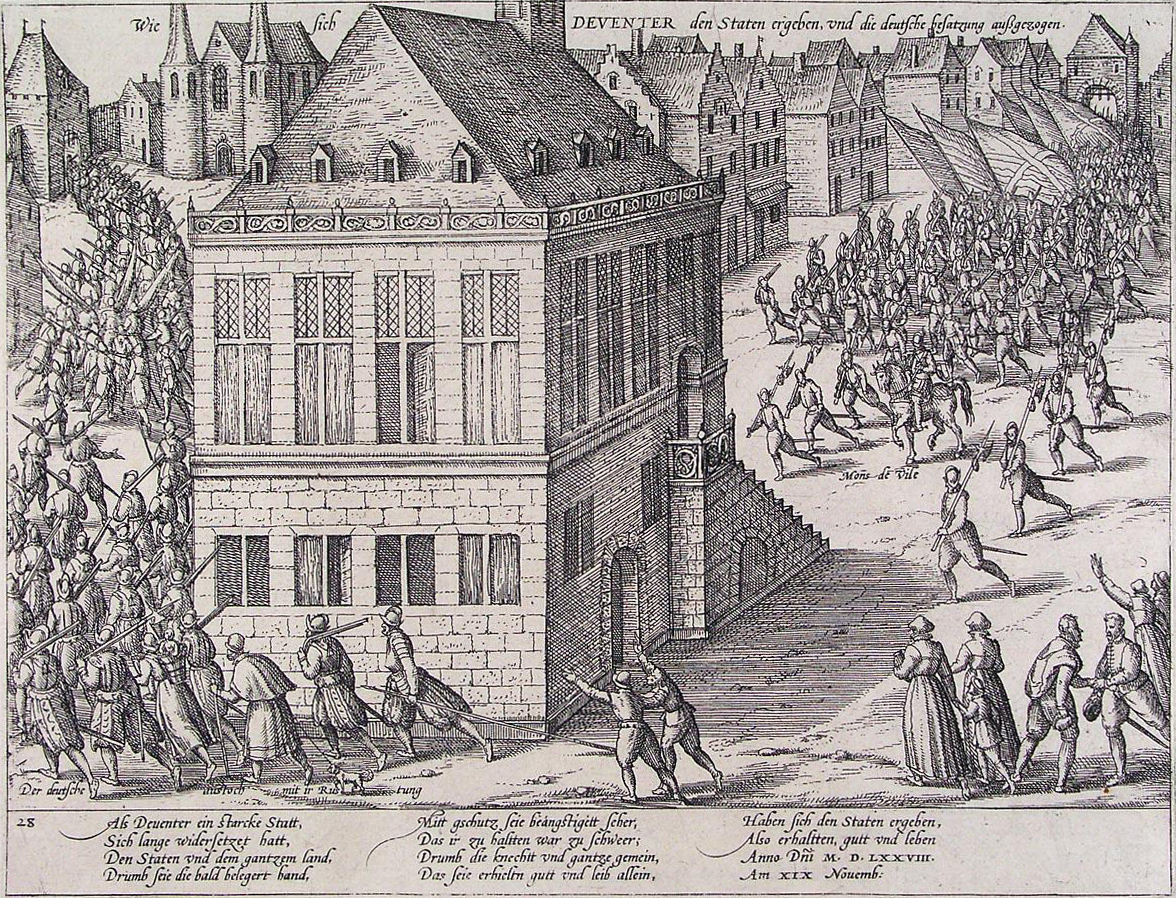
Rennenberg, rechts te paard afgebeeld, neemt Deventer in.

Terwijl men verder de zaken voor het opzetten van het verbond regelde, werd door samenwerking tussen staatse troepen - uit vrijwel alle gewesten die de landdag hadden bijgewoond - de stad Deventer veroverd na een beleg van drieënhalve maand. Een opsteker voor de Nadere Unie in wording.
Landvoogd Don Juan overleed op 1 oktober. Zijn onderaanvoerder, Alexander Farnese, de prins van Parma, die later zo'n geduchte vijand voor de Opstand zou blijken, nam de leiding over de Spaanse soldaten over.
Toen men merkte dat het graafschap Henegouwen en het graafschap Artesië op een verzoening met de koning bleken aan te sturen, werd op aandrang van de prins de onderhandelingen over het Unie-plan opnieuw aangevat. Holland en Zeeland waren er spoedig voor gewonnen en tegen het einde van de maand werd een conventie georganiseerd van gedeputeerden uit verschillende gewesten. Op 6 december werd het plan voorlopig door de verschenen gedeputeerden van Holland, Zeeland en Friesland met de Staten van Utrecht getekend, en besloot men op 10 januari weer bijeen te komen voor een definitieve beslissing. Stadhouder Rennenberg, betuigden benevens de Ommelanden en het thans weer handelbare Gent zijn instemming, maar de stad Groningen, Drenthe en Lingen bleven weigeren, terwijl Overijssel in de belegering van Deventer aanleiding vond om zich te verontschuldigen. Gelre bleef de grootste dwarsligger en de hele maand december stond onophoudelijk het Unie-plan op de agenda in Gelre.
Toen op 10 januari 1579 de conferentie te Utrecht dan bijeenkwam, had men in Gelre even te voren eindelijk besloten - zij het bij nipte meerderheid van stemmen - om enkele gedeputeerden te zenden om de uitslag te vernemen. Er bleken nog steeds allerlei bezwaren. Enkele leden van het kapittel in Utrecht die zelfs een samenzwering tegen de Unie-plannen hadden op touw gezet, werden gevangengenomen. Middelburg en Goes in Zeeland verzetten zich, vanwege het verlies van hun rechten. Friesland riep de barre winter in om geen afgezanten te sturen, maar in Friesland had Alexander Farnese zijn aanhang. Ook de toenemende lauwheid van stadhouder Rennenberg na diens reis naar het zuiden eind 1578, waar hij genoeg had gezien om aan het succes van de opstand te twijfelen, en bovendien door zijn katholieke verwanten in Henegouwen tegen de prins van Oranje opgezet, leverde hier weerwerk. En in de stad Groningen broedden katholieken op plannen om de Staatse regering opnieuw door een Spaansgezinde te vervangen. Zelfs de prins Willem van Oranje zelf was weinig ingenomen met de plannen in hun huidige vorm, omdat die te veel afweken van zijn oorspronkelijk ontwerp.

Unies van Atrecht en Utrecht (1579).

Rond deze tijd naderden de koninklijke legers ook de gewesten Henegouwen, Artesië en Rijsels-Vlaanderen, waar men vreesde opnieuw een zware strijd te moeten ondergaan zonder hoop op zege. Meegaan met de door calvinisten gedomineerde Nadere Unie (die tevens enkel Nederlandstalige gewesten bevatte) was evenmin aantrekkelijk. Deze gewesten kozen op 6 januari 1579 eieren voor hun geld en sloten de Unie van Atrecht, waarin zij zich overgaven aan de hertog van Parma, op voorwaarde dat de vreemde troepen het land zouden verlaten en de adellijke voorrechten hersteld werden. In ruil daarvoor erkenden zij Filips II weer als landsheer en herstelden het katholicisme als enige toegestane godsdienst. Hiermee verbraken ze ook de Unie van Brussel. Waalse geuzen protesteerden hiertegen en hesen de Prinsenvlag in Atrecht, maar dat mocht niet baten. Sommigen moesten hun streek ontvluchten en zouden later Waalse kerken in de Noordelijke Nederlanden stichten waar zij hun geloof wel konden belijden. De landvoogd begon zijn 'project van reconciliatie' (verzoening) met de Atrechtse Unie en nam ten slotte het bestuur van de getrouwe gewesten weer over (afgerond bij het Traktaat van Atrecht op 17 mei 1579).
Dit alles joeg de overgebleven opstandige gewesten schrik aan en dreef hen snel nader tot elkaar; vijftien dagen na de Unie van Atrecht werd dan op 23 januari 1579 de Unie van Utrecht getekend door graaf Jan van Nassau, als stadhouder van Gelre vanwege dit gewest, en door de gezanten van Holland, Zeeland, Utrecht en de Ommelanden.

## Verdrag

### Bepalingen
Bij de Unie van Utrecht werd onder andere het volgende vastgelegd:
- Naar buiten toe zouden de aangesloten gewesten opereren alsof ze één gewest waren: in het binnenland hield ieder gewest zijn eigen privileges;
- Er kwam een gemeenschappelijk leger. Ook de dienstplicht werd geregeld;
- De gewesten zouden elkaar bijstaan in de strijd;
- De kosten voor de verdediging van de grenssteden zouden voor de helft door alle gewesten gezamenlijk worden gedragen, hiervoor werd een speciale belasting in het leven geroepen;
- Steden waren verplicht garnizoenen te herbergen. De kosten hiervan werden door de gezamenlijke gewesten gedragen;
- Er werd in Holland en Zeeland persoonlijke vrijheid van godsdienst ingesteld. De overige steden en gewesten kregen de vrijheid om een eigen beleid op het gebied van godsdienst te voeren. In een op 1 februari 1579 aangenomen nadere ‘Verclaringhe’ werd aangegeven dat goedwillende steden en gewesten die katholiek wensten te blijven, niet van deelname aan de Unie waren uitgesloten.[4]

Verder bevatte de overeenkomst bepalingen over welke besluiten unaniem en welke bij meerderheid genomen moesten worden, de positie van de stadhouder en hoe met potentiële meningsverschillen omgegaan moest worden.
Op aandringen van Holland en Zeeland werd het geloofsartikel zodanig gewijzigd dat er ieder gewest slechts ruimte was voor uitsluitend katholicisme óf uitsluitend calvinisme; deze bepaling zou binnen enkele jaren leiden tot het uitgesproken calvinistische karakter van de aangesloten gewesten; het werd moeilijk om openlijk katholiek te zijn zonder Spaansgezind te lijken, hoewel Willem van Oranje ijverde voor verdraagzaamheid.

### Ondertekeningsproces

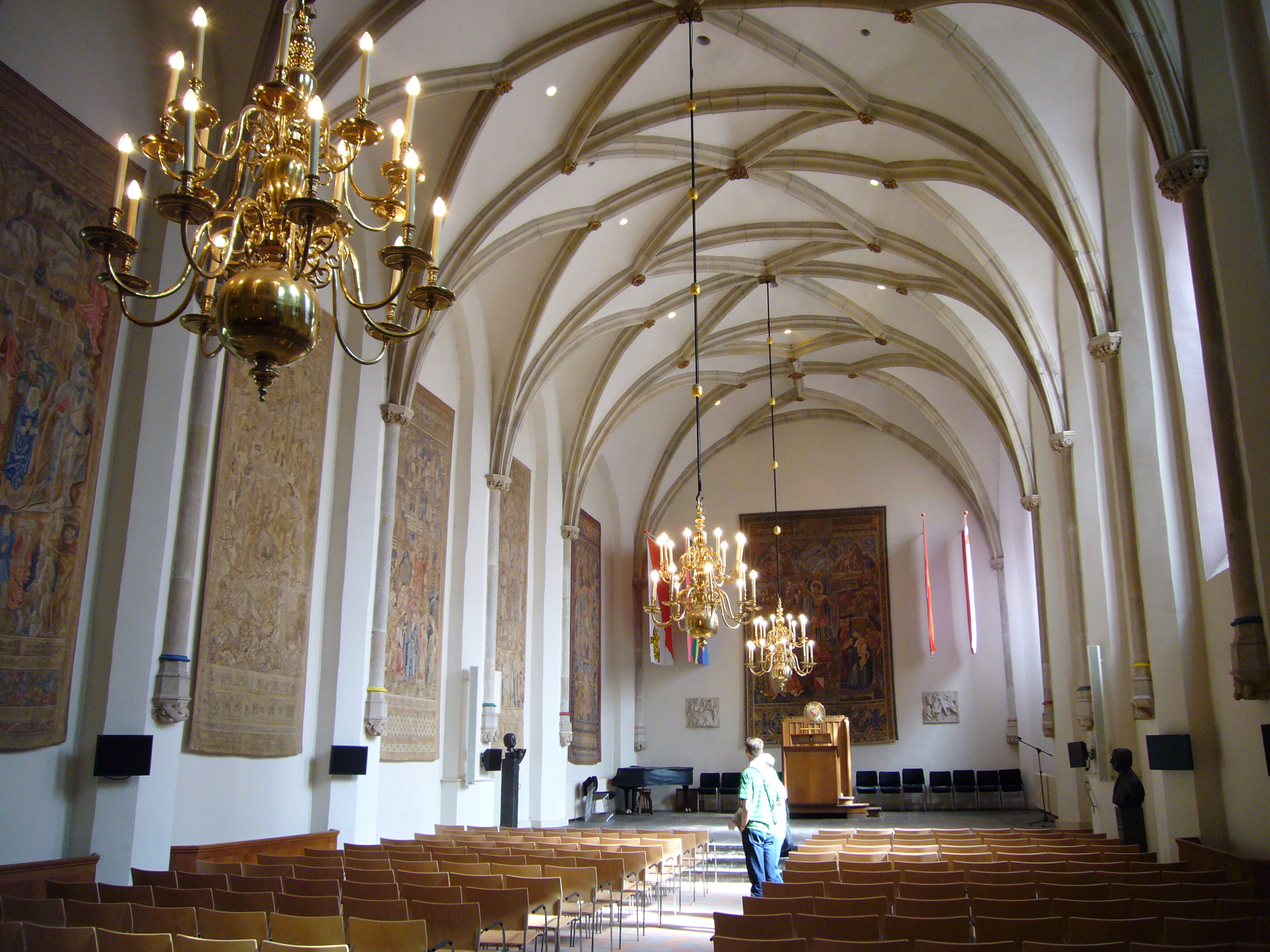
De kapittelzaal van de Utrechtse Dom, thans aula van de Universiteit Utrecht, waar de ondertekening van het verdrag plaatsvond.

De eerste ondertekeningen van de Unie van Utrecht vonden plaats op 23 januari in de kapittelzaal van de Dom van Utrecht, thans de aula van de Universiteit Utrecht. Het uiteindelijke stuk was een aanpassing van het ontwerp van Floris Thin. Jan van Nassau ondertekende als eerste, gevolgd door vier Gelderse edelen voor elk van de Gelderse kwartieren (waaronder Zutphen). Maar de edelen hadden daartoe volstrekt geen volmacht. Ten slotte zetten de afgevaardigden van Holland, Zeeland, Utrecht en de Ommelanden hun handtekening onder het verdrag.
Groenveld (2009) beschouwde het feit dat Jan van Nassau en de vier Gelderse edelen zonder volmacht van de Gelderse Landdag de Unie ondertekenden en beloofden vóór 9 februari de Staten van Gelre en Zutphen wel te hebben overtuigd om ermee in te stemmen als 'een kleine coup d'état: het was kennelijk hun bedoeling hun hele gewest voor een voldongen feit te plaatsen en het daarmee te overdonderen.' Zutphen protesteerde later "dat sy daar mede inne stonden hoewel sy daar noyt inne en hadden geconsenteert" (=toegestemd).
Van de vijf kapittels van Utrecht waren er drie – Oud-Munster, Sint-Marie en Sint-Pieter – die voorafgaand aan de ondertekening veel tegenstand hadden geboden tegen het smeden van een nadere Unie, omdat ze vreesden dat de Pacificatie van Gent en vooral de positie van de Rooms-Katholieke Kerk erdoor aangetast zou worden. Daardoor waren ze in conflict met de stad Utrecht geraakt, wat in december 1578 leidde tot de arrestatie van zeven geestelijken onder leiding van vice-deken van Oud-Munster, Cuynretorff, die een pamflet tegen de Unieplannen had geschreven. Enkele weken later wist de stad met succes de kapittels onder druk te zetten om de Unie te tekenen. Deken Van den Burch van Sint Marie tekende uiteindelijk op 26 januari, maar deken Taets van Oud-Munster ontvluchtte de stad. Omdat de vice-deken Cuynretorff nog steeds gevangenzat, tekende uiteindelijk Lodewijk Schore als oudste kanunnik namens Oud-Munster op 27 januari de Unie van Utrecht.

### Tekstkritiek

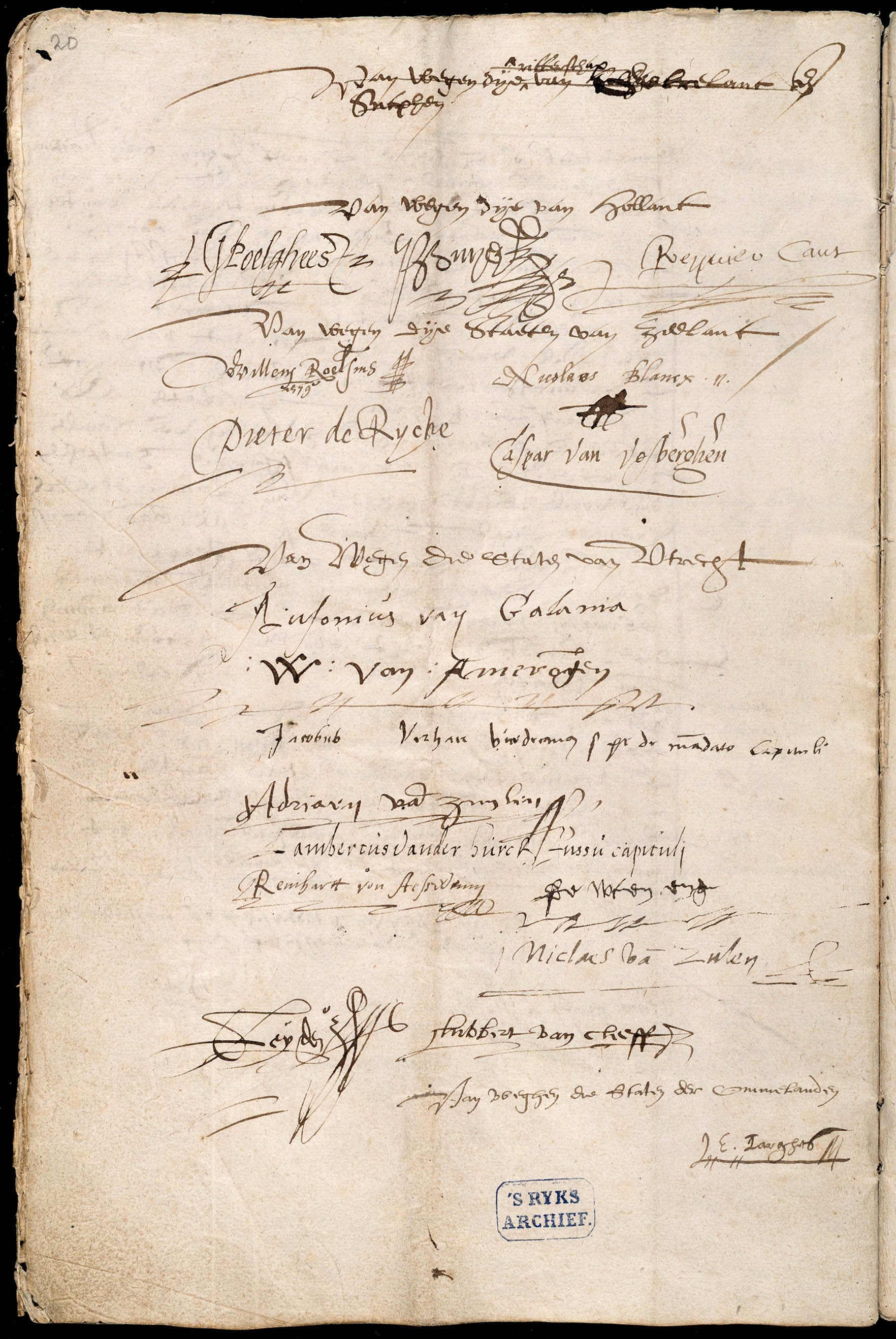
De laatste pagina van het Haagse handschrift van de Unie van Utrecht bevat op de eerste 6 regels de handtekeningen van Gerard van Poelgeest (G.Poelgheest), Reijnier Cant, Paulus Buys, Willem Roelsius, Nicolaas Blanx, Pieter de Rijcke en Caspar van Vosberge.

De ondertekeningen van de Unie van Utrecht zijn sinds het midden van de 18e eeuw onderworpen aan tekstkritiek. Bijna twee eeuwen lang is men ervan uitgegaan dat het in het Nationaal Archief in Den Haag bewaarde document, bekend als het "Haagse handschrift", het originele manuscript was van de Unie van Utrecht, zoals het op 23 januari 1579 werd geautoriseerd door Willem van Lamzweerde en twee dagen later door Coenraet Hendricksz. werd gedrukt. Maar nadat het Haagse handschrift in 1753 tussen de papieren van de Raad van State was opgediept (en later werd overgebracht naar het Nationaal Archief in Den Haag) en in 1778 ter voorbereiding van het tweede eeuwfeest van de Unie van Utrecht in 1779 werd gedrukt, bleek dat er verschillen waren tussen het aantal en de inhoud van de ondertekeningen van dit Haagse handschrift enerzijds (19 handtekeningen) en de gedrukte versie van Hendricksz. anderzijds (25 handtekeningen). Zo ontbraken er in het Haagse handschrift de handtekeningen van vier Gelderse edelen die wel in de gedrukte versie vermeld werden en sprak het Haagse stuk zichzelf tegen of de Gelderse stadhouder Jan van Nassau alleen namens zichzelf ('voor hem selven') of namens Gelders-Zutphense ridderschap ('Van weghen tridderschap des furstendoms Geldre ende Graeffschaps Zuytphen') had getekend. Dit riep vragen op over wie welke versie had ondertekend, welke versie het origineel van de tekst weergaf en of er nog meer manuscripten bestonden die waren ondertekend. Van de 18e tot de 20e eeuw hebben allerlei geleerden proberen aan te tonen dat het Haagse handschrift, het enige manuscript in bezit van de Nederlandse staat, de originele tekst van het Unietraktaat moest bevatten, ondanks alle vragen die daarmee niet werden opgelost en andere vragen die deze conclusie weer opriep.
In september 1933 ontdekte de Vlaamse wetenschapper Leo Delfos in het stadsarchief van Gent nog een manuscript van de Unie van Utrecht. Hij maakte de vondst wereldkundig in de Nieuwe Rotterdamsche Courant (NRC), maar na een zeer negatieve reactie van de Nederlandse onderzoeker J.A.G.C. Trosée, die ervan uitging dat het Haagse handschrift origineel moest zijn en de druk van Hendricksz. een gecorrumpeerde versie,. wijdde Delfos er in 1936 een wetenschappelijke studie aan. Het Gentse handschrift noemt dezelfde 25 namen als de druk van Hendricksz., en de vier Gelderse edelen tekenden 'Van wegen de Ridderschappe des furstendoms Gelre ende Graeffscap Zutphen', terwijl er boven de naam van Jan van Nassau geen opschrift is. Een ander verschil is dat de deken Lambertus van der Burch ondertekende namens het kapittel van Sint Marie, in het Gentse handschrift met de Latijnse woorden iubente capitulo ("bevolen door het kapittel"), maar in het Haagse handschrift iussu capituli ("op bevel van het kapittel"). Verschillende andere bewijsstukken tonen aan dat het Gentse handschrift authentiek en origineel is. De hoofdtekst van beide manuscripten (katern A (Haags) en katern C (Gents)) zijn tekstueel vrijwel identiek, maar door een ander persoon geschreven, wat volgens Groenveld (2009) aangeeft dat ze niet van elkaar gekopieerd zijn maar een gemeenschappelijke voorouder hebben, waarschijnlijk het laatste voorontwerp van de Unie van 6 december 1578. Bovendien stond er in het voorontwerp vaak de formulering 'die stadthouders' of 'die voors. stadhouders', die ook te vinden is in de Gentse en Haagse handschriften, maar waar een klerk later overal op dezelfde plaatsen het woord 'heeren' heeft ingevoerd om er uit extra beleefdheid 'die heeren Stadthouders' van te maken. Het woord 'heeren' is in beide manuscripten op dezelfde manier geschreven, wat Groenveld tot de conclusie leidde dat de Gentse en Haagse handschriften door twee verschillende personen maar rond dezelfde tijd (tussen 23 januari en 4 februari 1579) in dezelfde omgeving zijn geschreven en bewaard, en dat daarna een derde persoon beide documenten heeft gecorrigeerd.

## Latere ontwikkelingen

### Uitbreiding van de Unie
Al spoedig nadat het verbond gesloten was, meldden andere steden en gebieden zich aan te willen sluiten bij de Nadere Unie. De meeste steden en plattelandsdistricten, zowel boven de rivieren als in het graafschap Vlaanderen en het hertogdom Brabant, hebben zich met de Unie van Utrecht geconformeerd, zij het niet altijd door formele ondertekening.  Franstalige Waalse gebieden, zoals Artesië, Namen en Rijsels-Vlaanderen bleven buiten de opstandige Unie; uitzonderingen waren Doornik en Valencijn. Ook het deels Franstalige, deels Duitstalige hertogdom Luxemburg hield zich afzijdig, evenals het grotendeels Franstalige hertogdom Limburg.
- Gent was de eerste die formeel toetrad op 4 februari,
- Op 23 maart volgden enige Friese steden en grietenijen,
- Venlo trad toe op 11 april,
- Brussel op 25 juni,[21]
- 10 juli Ieper,
- 29 juli Antwerpen,
- 13 september Breda.[22]
- De eerst nog weifelende Gelderse kwartieren Nijmegen en Zutphen erkenden de Unie uiteindelijk ook 5 maart 1579[23] respectievelijk januari 1580[24]
- Brugge en het Brugse Vrije traden toe in november 1579[25]
- en Lier op 16 februari 1580[26]).

Het weigerachtige Amersfoort werd op 10 maart 1579 bezet door soldaten onder leiding van Jan van Nassau, onder wier druk de stad eveneens het Unieverdrag ondertekende.
Op 27 februari 1580 schreef Jan van Nassau dat zich inmiddels zoveel gewesten en steden zich bij de Unie van Utrecht hadden aangesloten, dat zij op dat moment samenvielen met alle nog opstandige gebieden die in de Staten-Generaal (de Generaliteit) vertegenwoordigd waren.

### Verraad van Rennenberg en reacties daarop

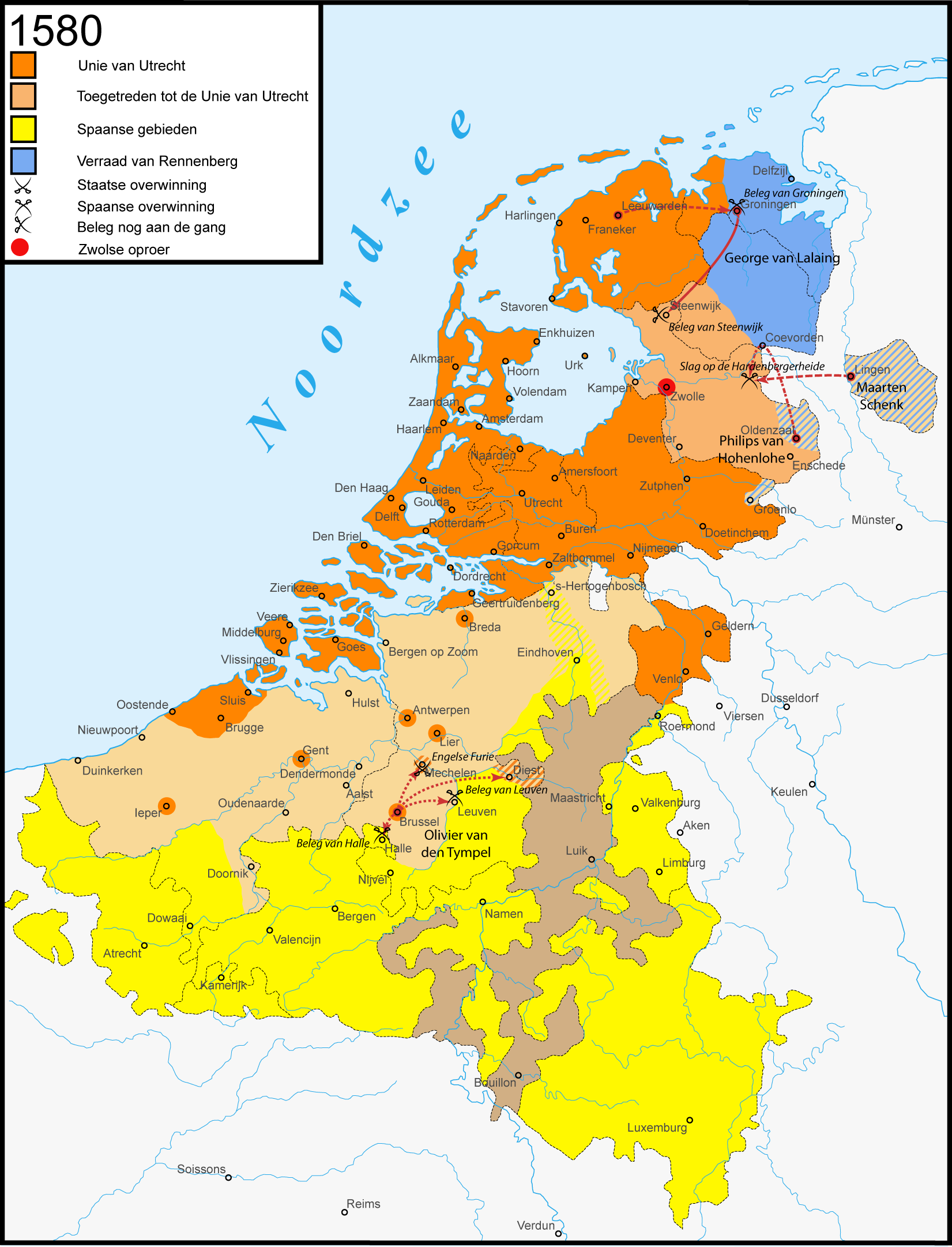
1580: Verraad van Rennenberg en Staatse tegenaanvallen in het Noorden.

Op 3 maart 1580 pleegde de stadhouder van Friesland, Groningen, Drenthe, Overijssel en Lingen, George van Lalaing, graaf van Rennenberg, het zogenaamde Verraad van Rennenberg, door de kant van koning Filips II te kiezen. Hierdoor liep de frontlijn nu van Calais tot de Eems. De leiders van de Unie, Willem van Oranje voorop, stuurden onmiddellijk troepen om de stad Groningen te belegeren en terug in de Unie te leiden, wat mislukte. Oranje liet de Overijsselse steden bezetten en onder zijn druk besloot de Landdag te Kampen op 6 maart dat Overijssel toetrad tot de Unie van Utrecht, die zij het voorgaande jaar nog had verworpen. Aangezien Overijssel sinds 1548 aanspraak maakte op het graafschap Lingen, dat sinds 1578 een persoonlijk bezit was van Willem van Oranje en sinds 1580 ook viel binnen diens stadhouderschap van Overijssel (als opvolger van Rennenberg), werd dit graafschap in naam ook lid van de Unie van Utrecht. Drenthe werd op 11 april 1580 ook  lid van de Unie in reactie op Rennenbergs verraad. Olivier van den Tympel veroverde namens de Unie nog Mechelen en Diest.
Maar tussen 1580 en 1589 heroverde de Spaanse generaal Alexander Farnese (prins en later hertog van Parma) alle Vlaamse en Brabantse steden, met uitzondering van Oostende, dat een zwaar beleg volhield tot 1604, en Bergen op Zoom. Zijn leger trok ook snel op in Gelre, terwijl Rennenberg en zijn opvolger Verdugo zich meester maakten van de Ommelanden, Drenthe en delen van Overijssel en Friesland.
Na het ontstaan van de Unie volgde een snelle ontwikkeling die in Holland en Zeeland de beloofde godsdienstvrijheid voor katholieken feitelijk afschafte (hoewel niet juridisch); daarnaast namen in Utrecht en andere delen van de Unie calvinisten talrijke kerken over. De voorrechten van katholieke edellieden werden niet altijd geëerbiedigd.

### Van de Unie naar de Republiek
De volgende stap op weg naar de onafhankelijkheid van de Noordelijke Provinciën was de Acte ofwel het Plakkaat van Verlatinge, in 1581, waarmee een officiële onafhankelijkheidsverklaring openbaar werd gemaakt, evenwel zonder de Republiek in te stellen. Er werd vergeefs gezocht naar een geschikte buitenlandse vorst die de soevereiniteit van de opstandige gewesten op zich wilde nemen. Nadat Frans van Anjou een poging tot staatsgreep had gedaan en werd verdreven, gingen er stemmen op om Willem van Oranje als vorst aan te stellen. Nadat Oranje in 1584 was vermoord, probeerde men nog enige tijd Robert Dudley, graaf van Leicester, maar ook deze werd ongeschikt bevonden en verbeurde het vertrouwen van de Unie door Deventer in Spaanse handen te spelen.
In 1588 werd door de nog overgebleven gebieden van de Unie de Republiek der Zeven Verenigde Nederlanden formeel opgericht. Deze Republiek zou vanaf 1590 de Noordelijke Nederlanden goeddeels veroveren; er werd met name jarenlang hevig gevochten om het noordoosten van de Nederlanden, waar de strijd in de jaren 1589-1594 bekendstaat als de Groninger Schansenkrijg. Bij het Traktaat van Reductie op 23 juli 1594 trad Groningen ook toe tot de Unie van Utrecht en vormde samen met de Ommelanden het gewest Stad en Lande. Op 17 februari 1595 sloot het nieuwe gewest zich ook aan bij de Republiek.

## Latere beschouwing
Door velen wordt de Unie van Utrecht gezien als het begin van Nederland als één staat. Dit klopt niet helemaal. Er kan wel gezegd worden dat de Unie van Utrecht de grondslag legde voor de Republiek der Zeven Verenigde Nederlanden die enkele jaren later gevormd zou worden, maar deze zeven staatjes-in-een-staat werden pas een eenheidsstaat in de tijd van de Bataafse Republiek twee eeuwen later. Het was dus vergelijkbaar met het Zwitserse Eedgenootschap, dat in dezelfde periode onafhankelijk werd en ook pas in de Franse tijd omgevormd werd van een confederatie naar meer eenheid.
Tot in de vroege 20e eeuw meenden de meeste Nederlandse en Belgische historici zoals P. L. Muller (1867) en Henri Pirenne (1911) dat de Unie van Utrecht al vanaf het begin af aan was bedoeld als een "calvinistische bond" van de "zeven" "Noordelijke gewesten" die zich afzetten tegen de Generale Unie (de Pacificatie van Gent en de Unies van Brussel), daar uit stapten en zich "van het Zuiden afscheurden". De paar Zuidelijke steden die zich bij de Utrechtse Unie aansloten zouden meer "ereleden" zijn geweest dan dat ze zich volwaardig aansloten bij "Noordelijke" Unie. De Vlaamse onderzoeker Leo Delfos ging deze visie verder onderzoeken en vanaf 1929 openlijk bestrijden. Hij kwam tot de conclusie dat de Unie van Utrecht juist vast wilde houden aan de Generale Unie / Pacificatie van Gent van 1576 en zich helemaal niet geografisch tot het Noorden wilde begrenzen, maar alle provinciën in de Nederlanden wilde omvatten. Zowel de Pacificatie als de Utrechtse Unie waren in feite bedoeld als verdragen tussen twee partijen: de calvinistisch bestuurde provincies Holland en Zeeland en de door katholieken gedomineerde andere 'vijftien' gewesten. Zelfs Alexander Farnese (Parma), de aartsvijand van de Unie van Utrecht, ontkende in een brief aan de Staten van Artesië van 27 januari 1579 dat de net opgerichte Unie van Utrecht een calvinistische grondslag had. Pas door de militaire veroveringen van Parma in de jaren 1580 en de politieke ontwikkelingen in het opstandige gebied werd het later, geleidelijk aan, in feite een 'noordelijke calvinistische bond', maar zo zou de Unie zeker niet zijn begonnen.

## Archief
De rechtsgeleerde en raadspensionaris van Zeeland en Holland Laurens Pieter van de Spiegel (1736-1800), verzamelde in zijn leven veel documenten betreffende de Unie van Utrecht, waarvan hij een geschiedenis had willen schrijven. De stukken worden bewaard in zijn archief bij het Nederlands Nationaal Archief.